# Дивергенция (генетика)
Вижте пояснителната страница за други значения на Дивергенция.
Генетичната дивергенция е процес на раздалечаване (диференциация) на генофондовете на отделните популации вследствие на явления като генетичен дрейф, мутиране и естествен отбор. При продължителна дивергенция популациите от (първоначално) един и същи вид могат да станат генетично несъвместими т.е. да образуват нови видове.
При генетичната дивергенция настъпват независими генетични промени (мутации), често след като популациите са били репродуктивно изолирани за определен период от време. В някои случаи субпопулациите, живеещи в екологично различни периферни среди, могат да проявят генетична дивергенция от останалата част от популацията, особено когато обхватът на популацията е много голям. Генетичните различия между различаващите се популации могат да включват тихи мутации (които нямат ефект върху фенотипа) или да доведат до значителни морфологични и/или физиологични промени. Генетичната дивергенция винаги ще съпътства репродуктивната изолация, или поради нови адаптации чрез селекция и/или поради генетичен дрейф и е основният механизъм, който стои в основата на спецификацията.
На ниво молекулярна генетика генетичната дивергенция се дължи на промените в малък брой гени в един вид, което води до спецификация. Изследователите обаче твърдят, че е малко вероятно дивергенцията да е резултат от значителна, единична, доминираща мутация в генетичен локус, защото ако това беше така, индивидът с тази мутация би имал нулева годност. Следователно те не могат да възпроизведат и предадат мутацията на следващите поколения. Следователно е по-вероятно дивергенцията и впоследствие репродуктивната изолация да са резултат от множество малки мутации през еволюционното време, натрупващи се в популация, изолирана от генен поток.

### Причини за генетичната дивергенция
Една от възможните причини за генетична дивергенция е основателният ефект, който се получава, когато няколко индивида се изолират от първоначалната си популация. Тези индивиди могат да представят прекомерно определен генетичен модел, което означава, че определени биологични характеристики са прекомерно представени. Тези индивиди могат да формират нова популация с различни генофондове от първоначалната популация. Например 10% от първоначалната популация имат сини очи, а 90% имат кафяви очи. По случайност 10 индивида са отделени от първоначалната популация. Ако тази малка група има 80% сини очи и 20% кафяви очи, тогава потомството им ще е по-вероятно да има алел за сините очи. В резултат процентът на населението със сини очи би бил по-висок от популацията с кафяви очи, което е различно от първоначалното население. Друга възможна причина за генетична дивергенция е ефектът на препятствието. Ефектът на тесното тяло е когато едно събитие, като например природно бедствие, загива голяма част от населението. По случайност определени генетични модели ще бъдат представени в останалата популация, което е подобно на това, което се случва с ефекта на основателя.